# 흡착음
흡착음(吸着音)은 폐에서 나온 호기를 쓰지 않고 조음하는 닿소리의 하나로 설타음(舌打音)이라고도 한다. 
연구개와 뒷혀에서 폐쇄를 만들고 동시에 연구개보다 앞 부분에 있는 조음 기관에서 폐쇄를 만들어서 닫은 공간에 공기를 가둔다. 폐쇄를 지속한 채 후 설을 아래쪽에 움직이면 공건의 기압이 낮아져서 폐쇄가 개방되고 기압이 높은 밖에서 기압이 낮은 구강 안으로 공기가 들어온다. 이 공기의 흐름을 이용해서 내는 소리가 흡착음이다. 영어의 'tut tut', 포르투갈어의 'tsc tsc'가 여기에 속한다.
다양한 종류의 흡착음을 쓰는 언어로는 남아프리카의 코이산어족에 속하는 언어가 있다.

## 국제 음성 기호
- ʘ - 양순 흡착음
- ǀ - 치 흡착음
- ǃ - 치경 흡착음
- ǂ - 치경구개 흡착음
- ǁ - 설측흡착음
- ǃ͡¡ - 치경 충격 흡착음
- ʘ̺ - 설순 흡착음
- 𝼊 - 권설 흡착음
- ʘ̃ - 비 흡착음
- ʘ̃ˀ - 성문화 흡착음
- ʘ͡qʼ - 방출형 흡착음
- ʘ͡q - 무성 폐장기류형 흡착음
- ʘ͡ɢ - 유성 폐장기류형 흡착음

## 같이 보기
- 치 흡착음
- 치경 흡착음
- 권설 흡착음
- 비 흡착음